# Anthurium caulorrhizum
Anthurium caulorrhizum är en kallaväxtart som beskrevs av Luis Aloysius, Luigi Sodiro. Anthurium caulorrhizum ingår i släktet Anthurium och familjen kallaväxter. Inga underarter finns listade.